# Strutture costruite dagli animali

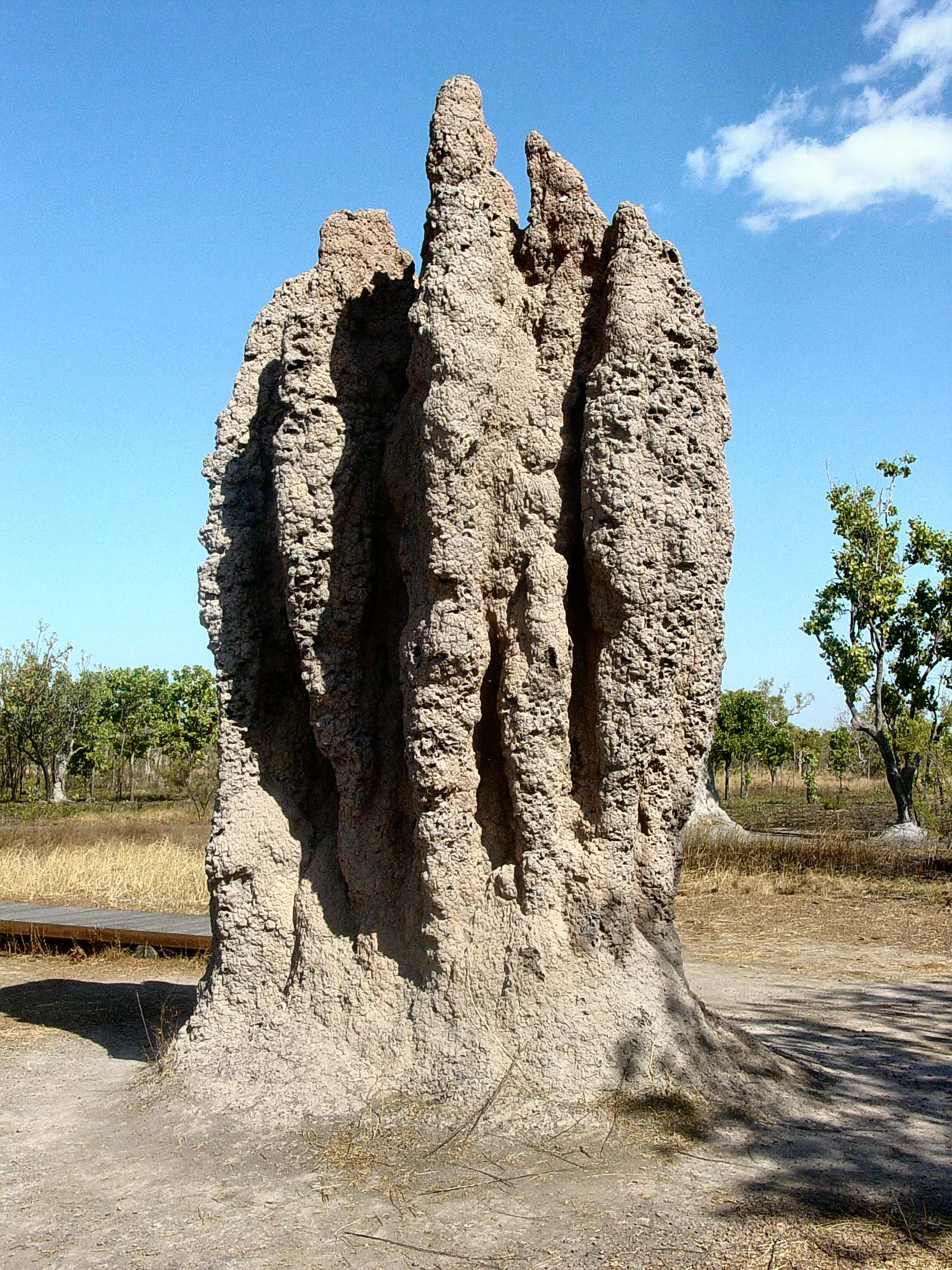
Un cosiddetto tumulo "cattedrale" prodotto da una colonia di termiti

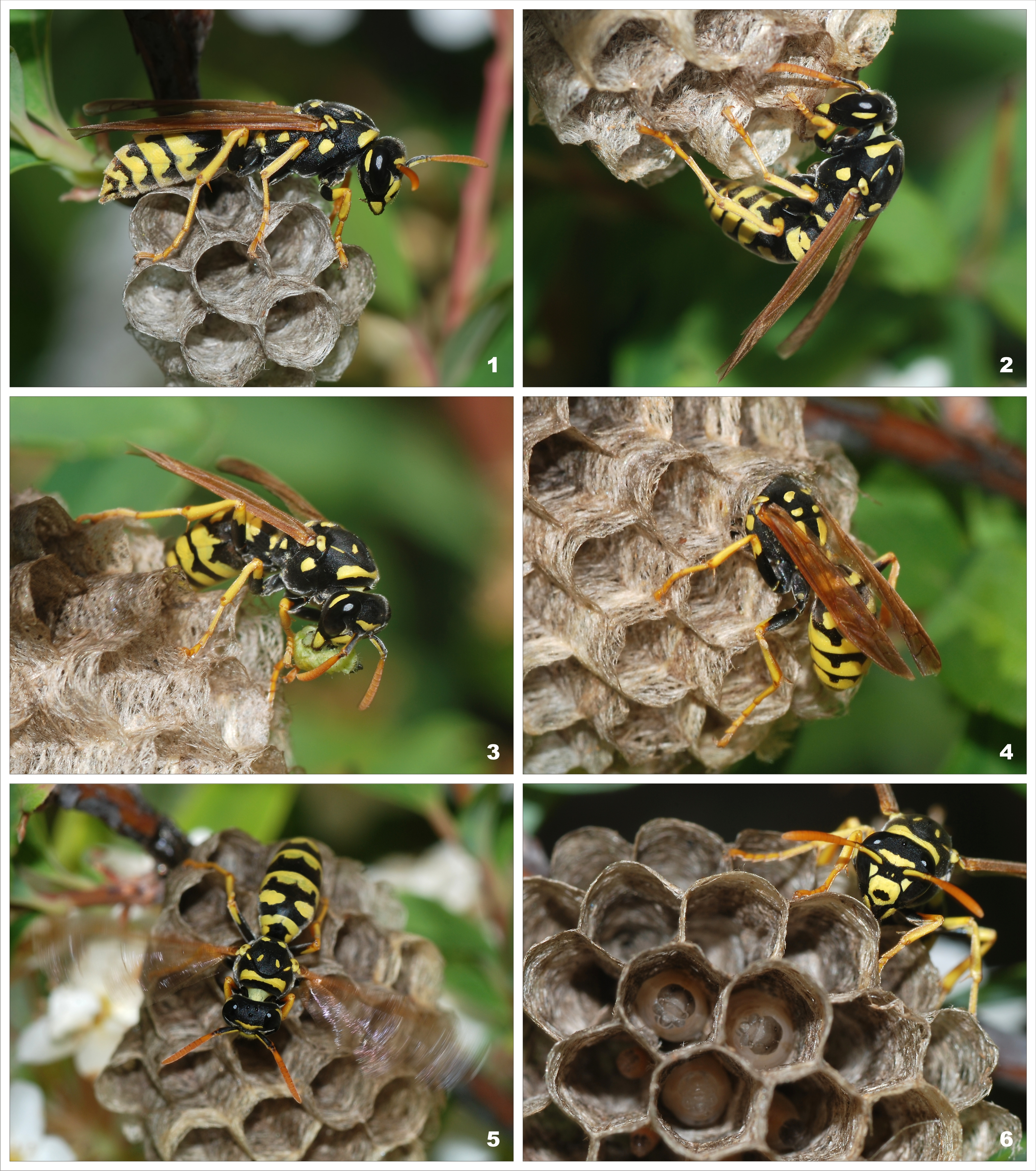
Una giovane regina delle vespe Polistes dominula che inizia una nuova colonia

Le strutture costruite da animali non umani, spesso chiamate "architettura animale", sono comuni in molte specie. Esempi di strutture animali includono termitai, formicai, vespe e alveari, complessi di tane, dighe di castori, elaborati nidi di uccelli e ragnatele.
Spesso queste strutture incorporano caratteristiche sofisticate come la regolazione della temperatura, trappole, esche, ventilazione, camere per scopi speciali e molte altre caratteristiche. Possono essere creati da individui o società complesse di animali sociali con forme diverse che svolgono ruoli specializzati. Queste costruzioni possono derivare dal complesso comportamento costruttivo degli animali come nel caso dei nidi notturni per gli scimpanzé, da risposte neurali intrinseche, che hanno un ruolo prominente nella costruzione dei canti degli uccelli, o innescate dal rilascio di ormoni come nel caso delle scrofe domestiche, o come proprietà emergenti da semplici risposte e interazioni istintive, come mostrato dalle termiti, o combinazioni di esse. Il processo di costruzione di tali strutture può coinvolgere l'apprendimento e la comunicazione, e in alcuni casi, anche l'estetica. L'uso di strumenti può anche essere coinvolto nella costruzione di strutture da parte degli animali.
Il comportamento costruttivo è comune in molti mammiferi non umani, uccelli, insetti e aracnidi. Si riscontra anche in alcune specie di pesci, rettili, anfibi, molluschi, urocordati, crostacei, anellidi e alcuni altri artropodi. È praticamente assente da tutti gli altri animali.

## Funzioni
Gli animali creano strutture principalmente per tre ragioni:
- per creare habitat protetti, cioè le tane.
- per catturare le prede e per foraggiare, cioè le trappole.
- per la comunicazione tra i membri della specie (comunicazione intraspecifica), spesso per farsi notare durante l'accoppiamento.

Gli animali costruiscono principalmente l'habitat per proteggersi dalle temperature estreme e dalla predazione. Le strutture costruite sollevano problemi fisici che devono essere risolti, come il controllo dell’umidità o la ventilazione, che aumentano la complessità della struttura. Nel corso del tempo, attraverso l'evoluzione, gli animali utilizzano i rifugi per altri scopi come la riproduzione, la conservazione del cibo, eccetera.

### Habitat protetti

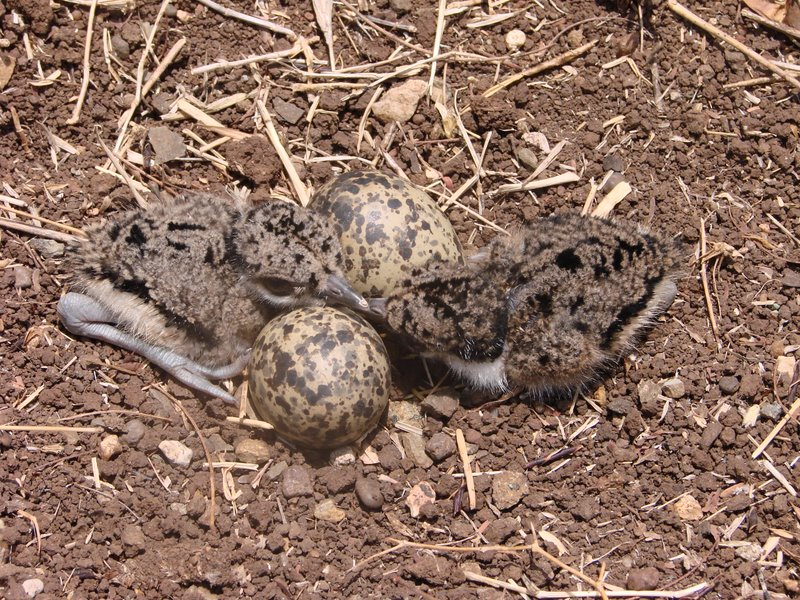
Nido, uova e piccoli della Vanellus indicus che dipende dal criptismo per evitare di scoprire il suo nido.

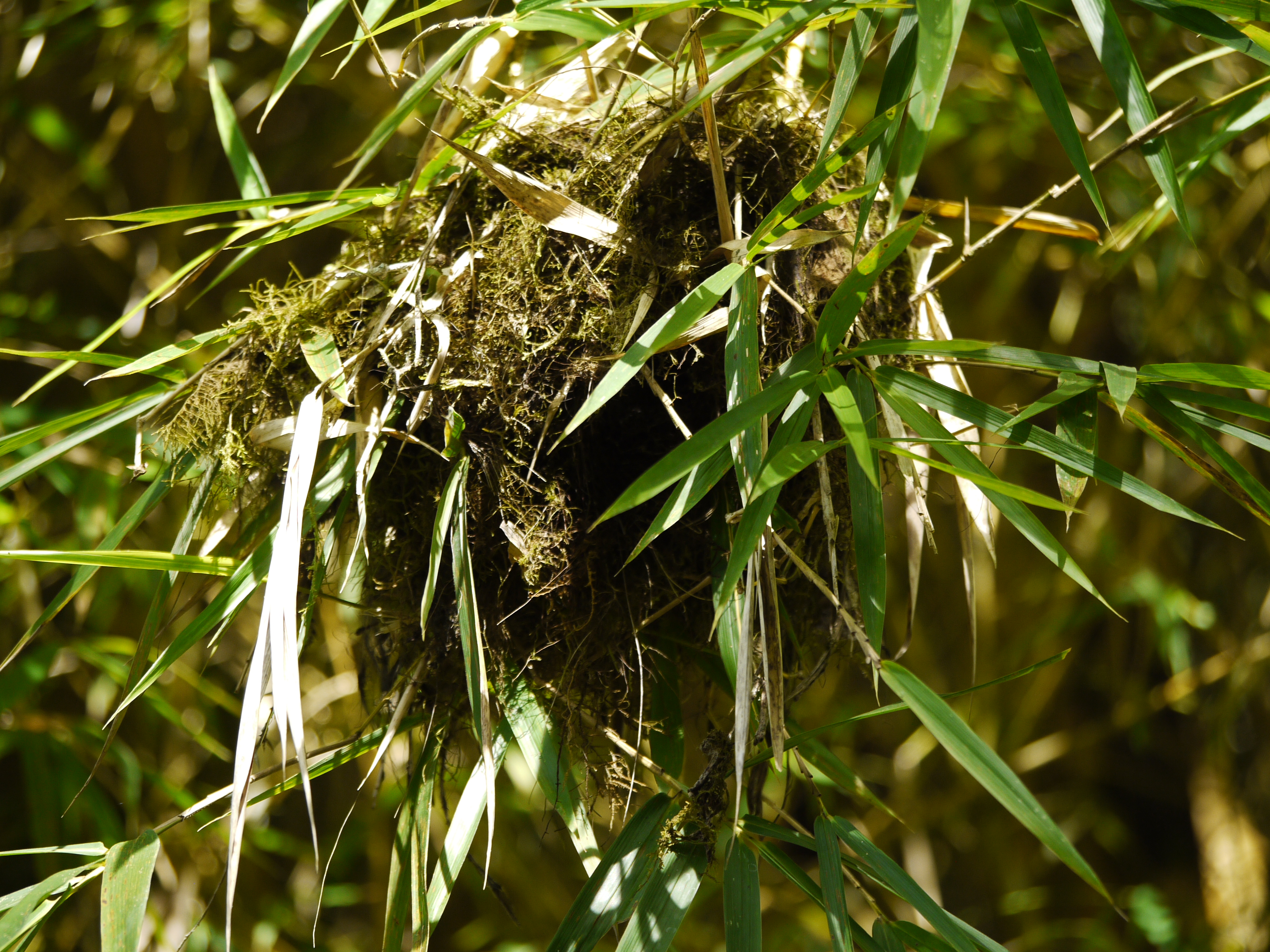
La Cranioleuca erythrops posiziona pezzetti di erba e altro materiale che scorrono attorno al suo nido per romperne la forma e mascherarsi da detriti. In questo modo mimetizza il nido stesso.

I predatori sono attratti dalle strutture costruite dagli animali dalla preda o dalla sua prole, o dalle riserve di cibo immagazzinate. Le strutture costruite dagli animali possono fornire protezione dai predatori evitando di essere scoperti, attraverso mezzi come il camuffamento e l'occultamento, o attraverso la prevenzione dell'invasione, una volta che i predatori hanno individuato il nascondiglio o la preda, o una combinazione di entrambi. Come ultima risorsa, le strutture possono fornire mezzi di fuga.
Tra le strutture create dagli animali per prevenire la predazione ci sono quelle delle vespe Polistes chinensis antennalis. I nidi di queste vespe contengono "strutture difensive", che sono formazioni costruite sopra o all'interno del nido per prevenire la predazione. Nuovi nidi vengono formati in primavera da giovani regine, poiché le vespe operaie non si sono ancora schiuse. Mentre queste vespe operaie crescono nel nido infatti, sono vulnerabili ai predatori che potrebbero aprire il nido per mangiare la larva. Un metodo utilizzato dalle regine per evitare ciò è coprire le pupe in via di sviluppo con la polpa, che funge da rinforzo e rende più difficile ai predatori aprire le pupe stesse. Questa polpa è una miscela di sostanze vegetali e liquidi provenienti dalla bocca della vespa regina. Sebbene ci siano dei costi associati all'uso della polpa, come la necessità di tempo ed energia per raccogliere i materiali e ostacolare l'uscita delle vespe operaie dal bozzolo, ciò riduce il rischio di predazione. È stato scoperto che i nidi in aree con tassi di predazione più elevati contengono più polpa su questi bozzoli rispetto ai nidi in aree a bassa predazione.
Gli animali utilizzano le tecniche del criptismo o del camuffamento, dell'occultamento e del mimetismo per evitare di essere scoperti. Alcune specie di uccelli utilizzano materiali raccolti dalla natura per mimetizzare i loro nidi e impedire che la loro prole venga cacciata. Gli zanzarieri blu-grigi (Polioptila caerulea) e i codibugnoli (Aegithalos caudatus) utilizzano materiali come tele di ragno, seta e licheni, mentre altre specie come i grandi Myiarchus crinitus e le astrildi di Sant'Elena (Estrilda astrild) utilizzeranno feci di animali e pelli di serpente per mascherare i loro nidi. Il criptismo funziona fondendo la struttura con il suo sfondo. L'uso di scaglie di licheni come copertura esterna dei nidi da parte degli uccelli, come nel caso del Terpsiphone paradisei, è stato considerato da alcuni autori un caso di criptismo attraverso il "branch-matching" e come un caso di mimetismo dirompente da parte dell'etologo britannico M. Hansell, poiché si pensa che le scaglie di licheni assomiglino a piccole chiazze di luce viste come oggetti inconsistenti e di insufficiente importanza da parte di un predatore.
Gli uccelli che nidificano a terra che fanno affidamento sul criptismo per nascondersi hanno nidi realizzati con materiali locali che si mimetizzano con lo sfondo, in cui le uova e anche i piccoli sono criptici; mentre gli uccelli che non usano il criptismo per nascondere i loro nidi potrebbero non avere uova o piccoli criptici.
In un caso chiaramente considerato come mascheramento, la Cranioleuca erythrops posiziona pezzi di erba e altro materiale che scorrono liberamente sia sopra che sotto il nido per mascherarne la forma e farlo assomigliare a detriti casuali senza alcuna struttura sottostante.

### Termoregolazione

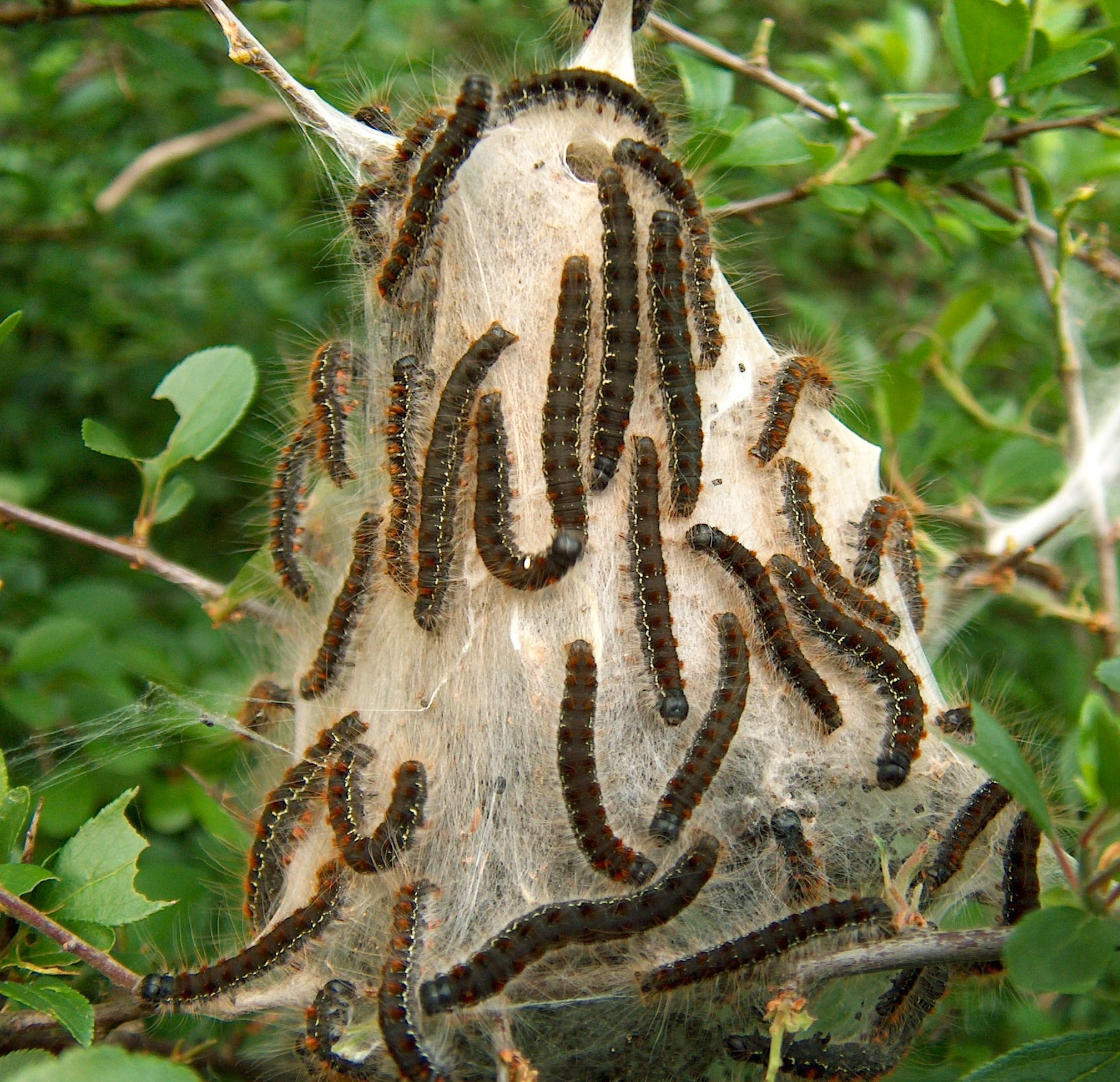
Nidi di seta comuni della piccola falena Eriogaster lanestris

Le temperature estreme danneggiano gli animali indipendentemente dal fatto che siano endotermici o ectotermici. Negli animali endotermici, la costruzione di rifugi, abbinata a modelli comportamentali, riduce la quantità e il costo energetico della termoregolazione, come nel caso degli scoiattoli Urocitellus parryii.
Negli animali ectotermici, la moderazione della temperatura, insieme alle modifiche architettoniche per assorbire, intrappolare o dissipare l'energia, massimizza il tasso di sviluppo, come nel caso dei nidi di seta comuni della piccola falena Eriogaster lanestris. Le fonti primarie di energia per un animale sono il sole e il suo metabolismo. La dinamica del calore nei rifugi per animali è influenzata dal materiale di costruzione che può fungere da barriera o da dissipatore di calore. I bozzoli degli insetti sono un esempio calzante.
Un esempio interessante è il caso dei berretti di seta che ricoprono le cellule pupali del calabrone orientale Vespa orientalis. In primo luogo, la seta isola la pupa dall'aria esterna alla cellula e, in secondo luogo, funge da regolatore termostatico. In virtù delle sue proprietà termoelettriche, la seta immagazzina il calore diurno in eccesso sotto forma di carica elettrica che rilascia sotto forma di corrente elettrica quando la temperatura scende provocando un riscaldamento. Il raffreddamento è aiutato dall'evaporazione dell'acqua in eccesso dalle cellule pupali. Quando la temperatura ambiente scende, la seta assorbe l'umidità e ripristina il contenuto di umidità diffondendo l'acqua in tutte le parti del suo bozzolo.
I dispositivi architettonici interni, come i muri, possono bloccare la convezione o la costruzione di sistemi di flusso d'aria può raffreddare il nido o l'habitat.

### Costruzione di trappole
La costruzione di trappole è un metodo utilizzato per catturare la preda al posto della caccia attiva. Gli animali che intrappolano la preda costruiscono una trappola e poi aspettano nelle vicinanze finché un organismo non viene catturato. Ciò si osserva nei ragni costruttori di ragnatele, che tessono elaborate tele di seta di ragno appiccicosa che intrappolano la preda. I ragni aumentano le dimensioni delle loro tele quando le prede scarseggiano e possono aggiungere pezzi ornamentali extra alla loro rete per attirare più prede. Le trappole possono consentire agli organismi di catturare prede più grandi, fornire protezione dai predatori o fungere da area per l'accoppiamento, come si vede con i ragni. Un altro metodo per creare trappole è utilizzato dalla larva del Myrmeleon crudelis. Queste larve predano piccoli artropodi, come le formiche. La larva scava buche nel terreno a particelle fini per catturare le prede, che cadono nei buchi e spesso non sono in grado di uscire. Gli Myrmeleon crudelis possono alterare queste buche in base alla disponibilità delle prede. Nelle aree con meno prede disponibili, le formiche creano buchi più ampi per aumentare la possibilità di catturare un insetto. Se le prede sono in grado di uscire dalla tana, le formiche aumenteranno la profondità della tana.

### Comunicazione tra specie

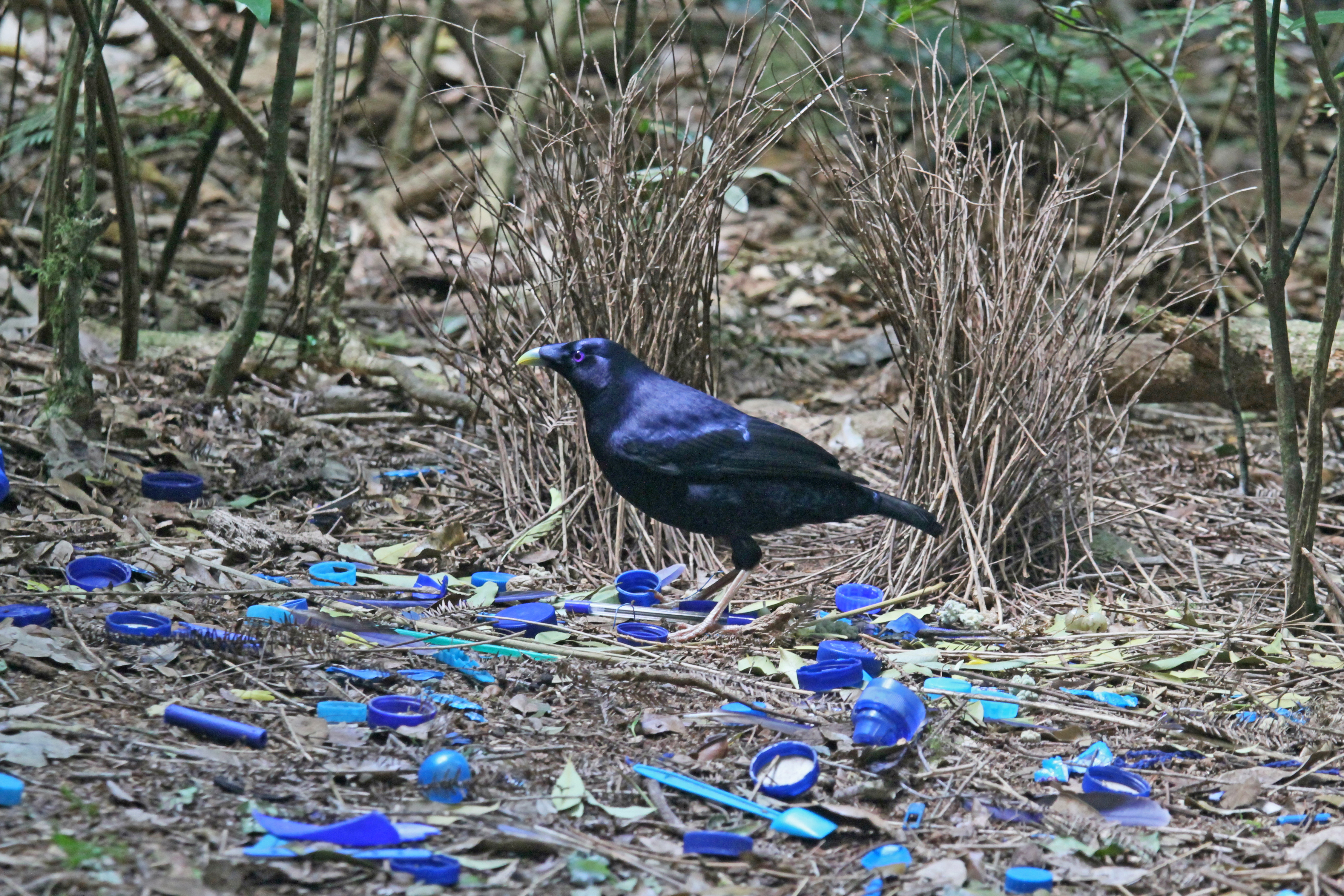
Ptilonorhynchus violaceus davanti a un pergolato da lui costruito

Le strutture animali possono servire come mezzo di comunicazione con altri organismi. Gli animali possono costruire per attirare i compagni, come si vede nelle specie di granchi violinisti maschi. Questi granchi possono formare "colonne" o "cappucci" di sabbia e fango per attirare l'attenzione delle femmine vicine. Anche gli uccelli giardinieri satinati (Ptilonorhynchus violaceus) creano strutture espositive per attirare i compagni. Durante la stagione degli amori, i maschi di questa specie raccolgono ramoscelli e oggetti colorati per creare strutture note come "pergolati", che attirano l'attenzione delle femmine. I pergolati più colorati e ben costruiti sono più attraenti per le femmine, poiché la qualità dei pergolati costruiti riflette la qualità dell'uccello maschio.

### Trasporti

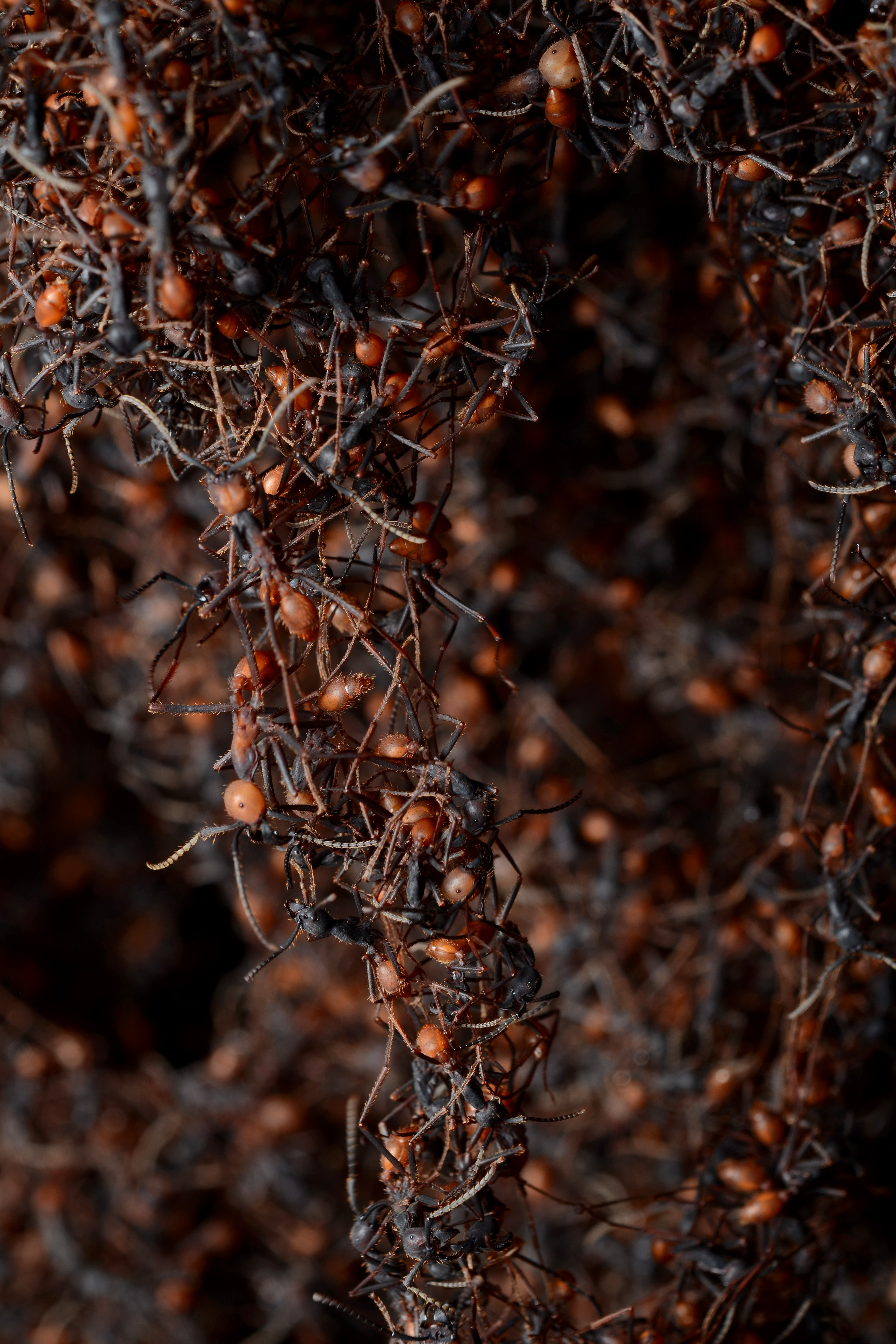
Formiche Eciton che formano un ponte

Le formiche Eciton hamatum formano "ponti viventi" per assistere la colonia nel trasporto. Le colonie di questo tipo di formiche possono spostarsi ogni giorno in cerca di cibo. Questi ponti forniscono un percorso per superare gli ostacoli e consentono alle formiche di cercare cibo a una velocità maggiore. I ponti vengono costruiti quando le formiche uniscono i loro corpi e possono variare in dimensioni e forma a seconda della situazione che le formiche affrontano. Esse sono confinate nella loro posizione quando formano questi ponti, poiché non possono muoversi. I ponti si spezzano quando non servono più e le formiche torneranno a muoversi.

## Materiali da costruzione
I materiali utilizzati dagli animali nelle strutture da loro costruite devono non solo essere adatti al tipo di struttura da costruire, ma anche essere manipolabili dagli animali stessi. Questi materiali possono essere di natura organica o minerale. Possono anche essere classificati come "materiale raccolto" e "materiale autosecretato".

### Materiali raccolti

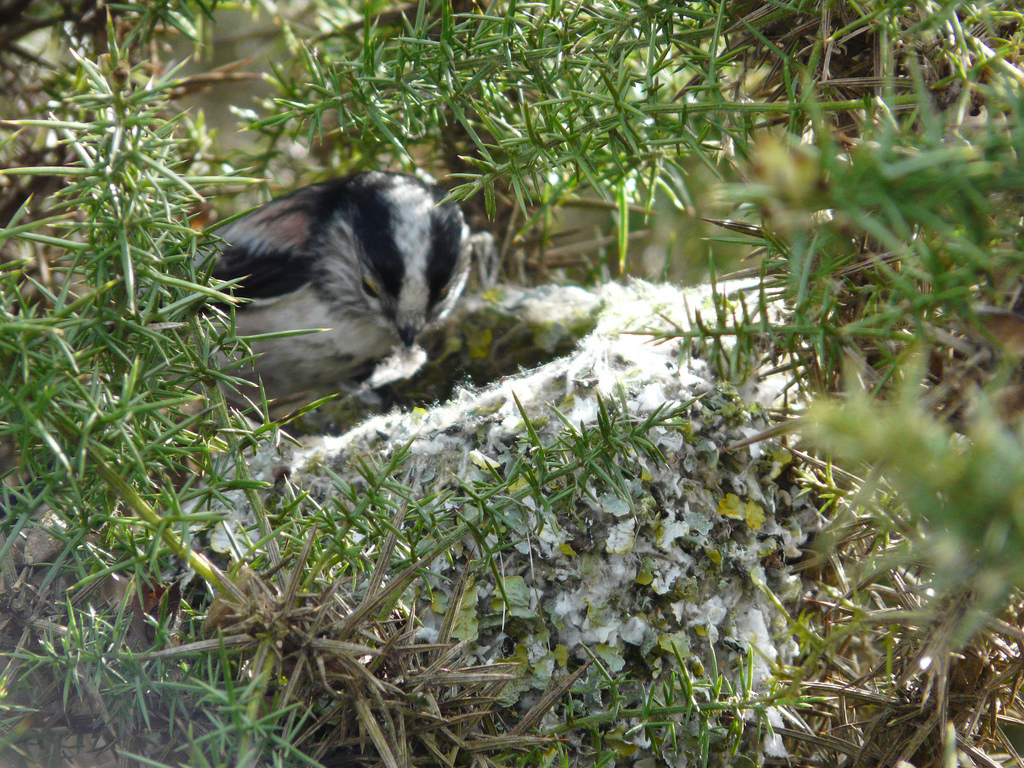
Una Aegithalos caudatus aggiunge una piuma al suo nido.

Alcuni animali raccolgono materiali con proprietà plastiche che vengono utilizzati per costruire e modellare il nido. Questi includono la resina raccolta dalle api senza pungiglione (Meliponini), il fango raccolto dalle rondini e la seta raccolta dai colibrì.
Alcuni materiali in natura fungono da "mattoni" già pronti per gli animali in questione, come piume e piccioli fogliari per alcuni uccelli e peli di animali per il fringuello. Altri materiali necessitano di essere "lavorati". Le larve di Trichoptera utilizzano pezzi di pietra e tagliano anche sezioni di foglie verdi da utilizzare nella costruzione. I pezzi di pietra vengono selezionati in base alla loro dimensione e forma da un'ampia varietà. Nel caso delle sezioni di foglia, queste vengono tagliate e sagomate nella misura richiesta. Allo stesso modo gli Psychidae tagliano e modellano spine o ramoscelli per formare la loro tana. Alcune vespe sfecidi raccolgono il fango e lo mescolano con l'acqua per costruire nidi di fango indipendenti. Le regine delle vespe cartonaie costruiscono con polpa che preparano raschiando il legno con le mascelle e mescolandolo con la saliva; tale procedimento è un caso di raccolta, lavorazione e miscelazione di materie prime.
Un animale costruttore può raccogliere una varietà di materiali e usarli in modi complessi per formare un habitat utile. Il nido del codibugnolo è costruito con quattro materiali: licheni, piume, bozzoli di uova di ragno e muschio, oltre 6000 pezzi in tutto per un tipico nido. Il nido è un sacco flessibile con una piccola entrata rotonda sulla parte superiore, sospeso in basso in un cespuglio di ginestra o di rovo. La stabilità strutturale del nido è garantita da una rete di muschio e seta di ragno. Le minuscole foglie del muschio fungono da ganci e la seta di ragno dei bozzoli delle uova fornisce gli anelli; formando così una forma naturale di velcro. La cincia riveste l'esterno con centinaia di scaglie di licheni pallidi: questo fornisce mimetismo. All'interno riveste il nido con più di 2000 piume per isolarlo.

Sulla costruzione del nido da parte del codibugnolo è stato scritto:
"...la cosa più sorprendente (nel comportamento costruttivo) è, secondo me, che così pochi, così semplici e così rigidi movimenti insieme portano alla costruzione di un risultato così superbo."

- Niko Tinbergen, 1953

#### Materiale di origine animale
Gli uccelli costituiscono la maggioranza del gruppo di animali che raccolgono materiali da costruzione di origine animale. Raccolgono pellicce di animali e piume di altre specie di uccelli per rivestire i loro nidi. Quasi il 56% di tutte le famiglie di passeriformi hanno specie che utilizzano la seta del ragno. La maggior parte degli uccelli utilizza la seta del ragno come nel caso del codibugnolo, discusso in precedenza; tuttavia il piccolo cacciatore di ragni (Arachnothera longirostra) delle foreste tropicali asiatiche usa la seta del ragno in modo diverso. Costruisce un nido di circa 150 strisce di piante che sospende sotto una grande foglia utilizzando la seta di ragno.

#### Materiale vegetale

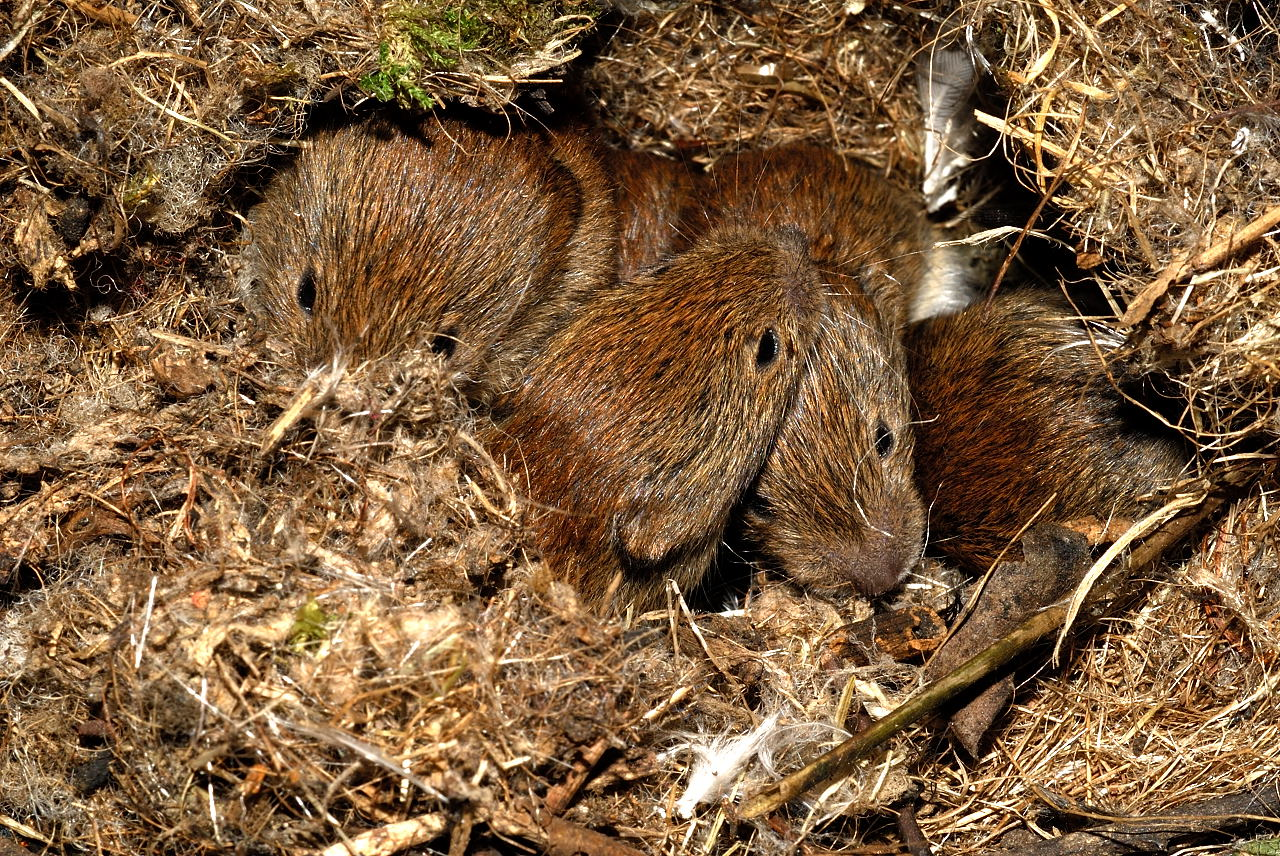
Giovani Myodes glareolus nella loro tana sotterranea, spesso rivestita di muschio, piume e fibre vegetali.

Le piante da fiore forniscono una varietà di risorse: ramoscelli, foglie, piccioli, radici, fiori e semi. Anche le piante basali, come licheni, muschi e felci, trovano impiego in strutture costruite da animali. Le foglie delle erbe e delle palme essendo allungate e con venature parallele sono molto comunemente usate per la costruzione di strutture. Questi, insieme alle fibre di palma e alla pianta Equisetum vengono utilizzati per costruire nidi appesi. I ramoscelli di legno costituiscono la maggior parte dei materiali utilizzati nei nidi dei grandi uccelli. Piante e alberi non solo forniscono risorse ma anche siti. I rami forniscono supporto sotto forma di travi a sbalzo mentre foglie e ramoscelli verdi forniscono supporti flessibili ma resistenti.
Le strutture formate da materiale vegetale includono dighe di castori, costruite con rami e bastoncini foraggiati. La diga è un muro di pali costruito su una fonte d'acqua in movimento, che costringe l'acqua a raccogliersi in una zona e a smettere di scorrere. I castori iniziano a costruire una diga in un'area dove rocce e altri detriti rallentano il flusso dell'acqua e formano quindi una piccola piattaforma di bastoncini che si estende attraverso la fonte d'acqua. Altri bastoni e rami vengono aggiunti nel tempo per costruire la diga. La struttura al centro della diga funge da casa per i castori e li protegge dai predatori. Il motivo principale dietro la costruzione di dighe di castori è circondare il proprio habitat con acque profonde, che li proteggono dai predatori terrestri. L'ingresso della diga è sott'acqua per impedire l'ingresso di predatori come orsi e lupi, e i bastoncini nella parte superiore della costruzione non sono del tutto sigillati, il che consente all'aria di entrare nella struttura.

#### Fango e pietre
Il fango viene utilizzato da alcune specie di un'ampia varietà di famiglie, tra cui vespe e uccelli. Il fango è plastico quando è bagnato e fornisce resistenza alla compressione quando è asciutto. Tra gli uccelli, il 5% utilizza fango e pietre nel proprio nido per robustezza e resistenza alla compressione. I maschi di alcune specie di granchio costruiscono strutture nel fango per attirare i compagni ed evitare i predatori. L'Uca musica, noto anche come granchio violinista, costruirà "cappucci" corti e larghi con la sabbia. Un'altra specie di granchio, lo Uca beebei, costruirà pilastri alti e sottili di fango. Queste strutture attirano le femmine nelle tane dei granchi maschi e forniscono un nascondiglio sia per i maschi che per le femmine quando i predatori si trovano nelle vicinanze. I castori spesso sigillano le loro dighe e le loro tane con il fango per creare un supporto extra.

### Materiali auto-secretati

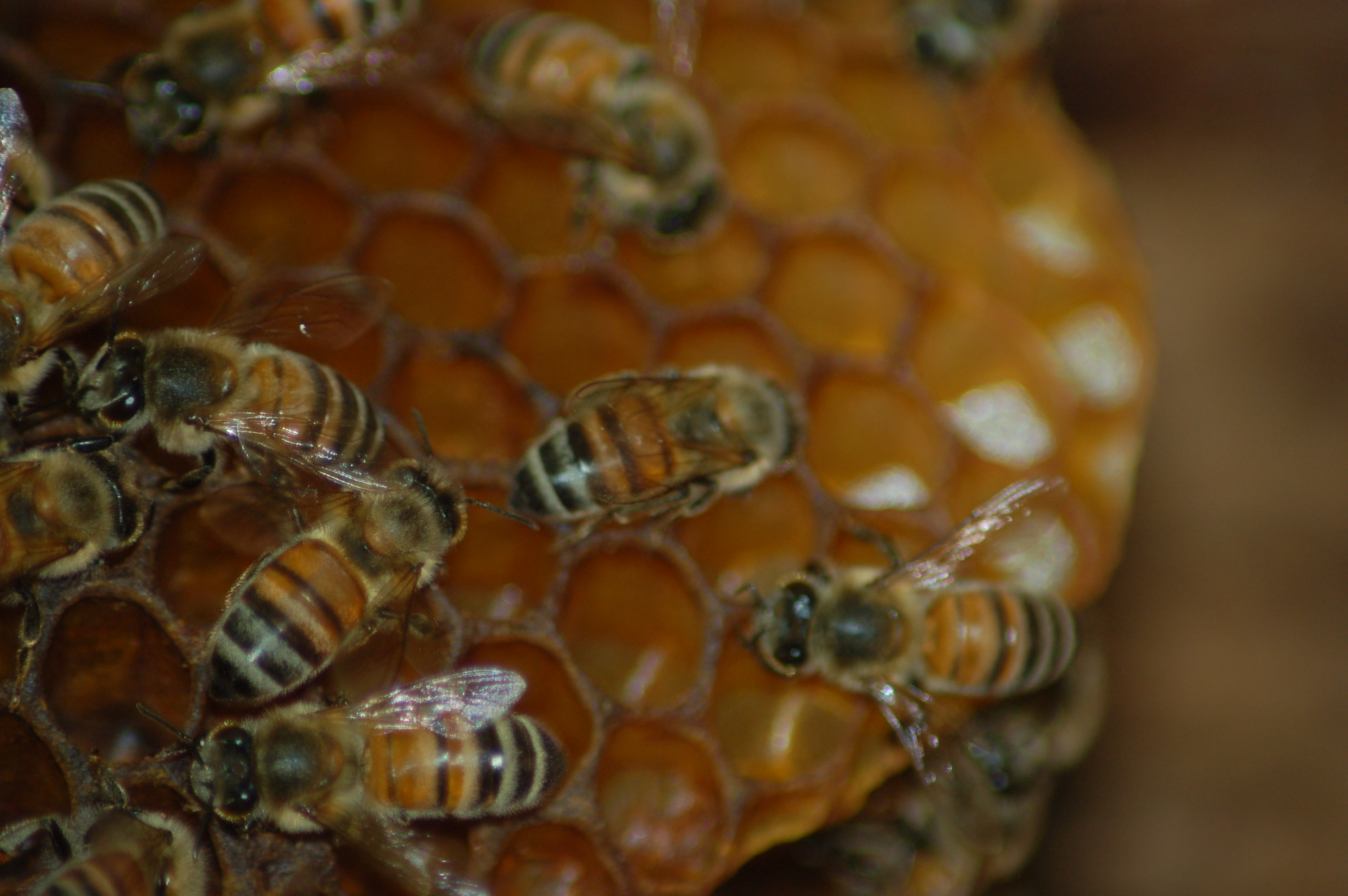
Api mellifere occidentali su un nido selvatico

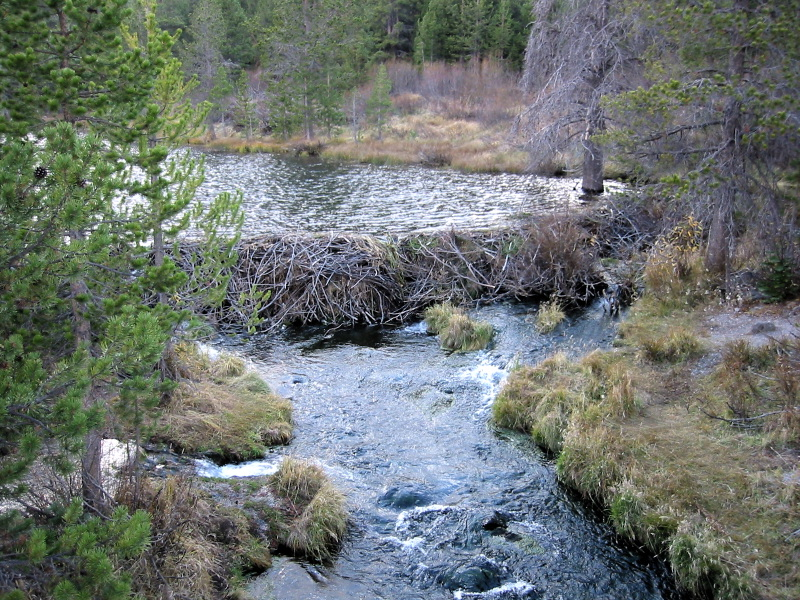
Le dighe dei castori sono le strutture più grandi costruite da animali non umani.

La maggior parte dei materiali autosecernenti sono prodotti dagli insetti e la selezione agisce su questa caratteristica di produzione di materiali e aumenta la forma fisica dell'animale. In alcuni casi, il materiale autosecretato viene applicato direttamente, come nel caso della seta cribellum, filata dai ragni ecribellati, per formare trappole appiccicose per le prede, oppure può essere lavorato, come nel caso dell'escrezione salivare utilizzata per la creazione di la carta dalle vespe cartonaie, miscelandola direttamente con la polpa di legno. In alcuni casi i materiali autosecretati possono essere elaborati. Nei ragni cribellati, la seta prodotta dal ragno viene rilavorata nel cribellum per formare sottili fili appiccicosi utilizzati per catturare le prede. Nei Chrysomelidae (coleotteri fogliari), le larve di alcune sottofamiglie conservano le loro feci come scudo o armatura che può essere termoregolatrice, offensiva o difensiva. In altri casi, la cera in scaglie, prodotta sui corpi delle api mellifere, viene raccolta e mescolata con la saliva per formare il materiale da costruzione. Non tutti i materiali autosecreti sono sviluppati appositamente per tale scopo.
I bozzoli sono un altro tipo di struttura formata per proteggere l'organismo dalla predazione. Per trasformarsi da larva in farfalla o falena, un bruco deve subire drastici cambiamenti nel suo corpo. Questi cambiamenti richiedono quantità significative di energia e si verificano per lunghi periodi di tempo, rendendo un bruco molto vulnerabile alla predazione. Per superare questo problema, i bruchi produrranno seta per formare un bozzolo o una pupa, una struttura in cui risiederà il bruco per ridurre il rischio di predazione. Alcune specie di bruco, come il baco da seta (Bombyx mori) sono in grado di tessere più bozzoli nel caso in cui uno venga distrutto. Altri bruchi formeranno persino strutture difensive per accompagnare le loro pupe. Il bruco Aethria carnicauda utilizza i peli che ricoprono il suo corpo come meccanismo di difesa contro i predatori. Quando è il momento di formare un bozzolo, il bruco si strappa i peli dal corpo e li posiziona attorno al sito della pupa. Questo crea una serie di muri difensivi per proteggere il bruco, che è vulnerabile mentre risiede nel suo bozzolo.

## Conseguenze evolutive
Alcuni ricercatori hanno sostenuto che le strutture costruite dagli animali influenzano l'evoluzione del costruttore, un fenomeno noto come costruzione di nicchia.